# Sosthènes de la Rochefoucauld

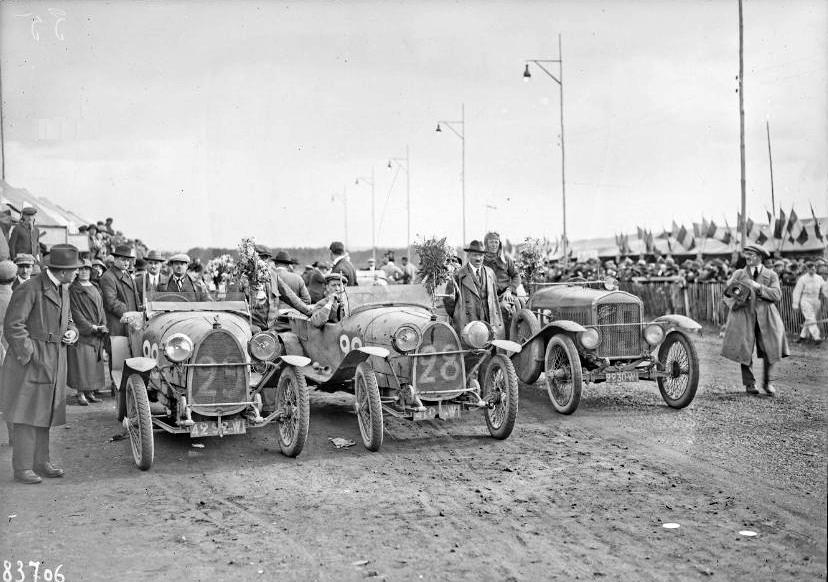
Der Bugatti Brescia 16S (Startnummer 29, links), von Sosthènes de la Rochefoucauld und Max de Pourtalès vor dem Start zum 24-Stunden-Rennen von Le Mans 1923

Sosthènes III. François Marie Constantin de La Rochefoucauld  (* 26. Juni 1897 in Paris; † 20. Oktober 1970 in Bonnétable) war ein französischer Adeliger und Autorennfahrer.

## Karriere
Sosthènes de la Rochefoucauld entstammte dem Adelsgeschlecht La Rochefoucauld und war der Sohn von Armand de La Rochefoucauld (1870–1963), der 1900 bei den Olympischen Spielen in Paris im Polo antrat, und Louise Radziwill (1877–1942).
Er war zweimal beim 24-Stunden-Rennen von Le Mans am Start. Beim Debütrennen 1923 pilotierte er einen Bugatti Brescia 16S und wurde gemeinsam mit seinem Landsmann Max de Pourtalès Zehnter in der Gesamtwertung. 1928 schied er am Steuer eines Alphi nach 45 gefahrenen Runden vorzeitig aus.

## Statistik

### Le-Mans-Ergebnisse
| Jahr | Team                                              | Fahrzeug            | Teamkollege      | Platzierung             | Ausfallgrund |
| ---- | ------------------------------------------------- | ------------------- | ---------------- | ----------------------- | ------------ |
| 1923 | Automobiles Bugatti                               | Bugatti Brescia 16S | Max de Pourtalès | Rang 10 und Klassensieg |              |
| 1928 | Automobiles Luart-Poniatowski-Hougardy Ingenieurs | Alphi LM            | Henri de Costier | disqualifiziert         |              |